# Luwsanlchagwyn Daschnjam
Luwsanlchagwyn Daschnjam (mongolisch Лувсанлхагвын Дашням, wiss. Transliteration Luvsanlchagvyn Dašnjam* 15. Mai 1940 in Bulgan; † 3. März 2017) war ein mongolischer Eisschnellläufer.
Daschnjam wurde viermal mongolischer Meister im Großen Vierkampf (1965, 1967, 1968, 1971) und nahm von 1962 bis 1975 an internationalen Wettbewerben teil. Bei der Mehrkampfweltmeisterschaft 1962 in Moskau lief er auf den 44. Platz und bei der Mehrkampfweltmeisterschaft 1963 in Karuizawa auf den 40. Rang im Großen Vierkampf. Bei den Olympischen Winterspielen 1964 in Innsbruck belegte er den 46. Platz über 1500 m sowie den 38. Rang über 500 m, bei den Olympischen Winterspielen 1968 in Grenoble den 49. Platz über 1500 m sowie den 38. Rang über 500 m und bei den Olympischen Winterspielen 1972 in Sapporo den 38. Platz über 1500 m sowie den 28. Rang über 500 m.

## Persönliche Bestzeiten
| Disziplin | Zeit        | Datum            | Ort         |
| --------- | ----------- | ---------------- | ----------- |
| 500 m     | 41,5 s      | 2. März 1968     | Ulaanbaatar |
| 1500 m    | 2:09,1 min  | 27. Februar 1971 | Ulaanbaatar |
| 3000 m    | 5:13,1 min  | 29. Januar 1977  | Ulaanbaatar |
| 5000 m    | 8:14,3 min  | 12. Februar 1971 | Ulaanbaatar |
| 10.000 m  | 16:58,8 min | 1. März 1972     | Ulaanbaatar |